# Rebecca Shorten
Rebecca Shorten, född den 25 november 1993 i Belfast, är en brittisk roddare.

## Karriär
Vid olympiska sommarspelen 2024 i Paris ingick Rebecca Shorten i det brittiska lag som tog silver i fyra utan styrman.